# Release from Agony
Albums de Destruction
Mad Butcher
(1987) Cracked Brain
(1990)
Release from Agony est le troisième album studio du groupe de thrash metal allemand Destruction. L'album est sorti en 1988 sous le label Steamhammer Records.
C'est le premier album de Destruction enregistré avec le guitariste Harry Wilkens. C'est également le premier album du groupe enregistré avec une formation à quatre membres, dont deux guitaristes.
C'est le dernier album de Destruction enregistré avec le chanteur Marcel Schirmer. Celui-ci quittera en effet le groupe en 1991 et sera remplacé par le vocaliste Thomas Rosenmerkel. Marcel Schirmer retournera cependant dans le groupe en 1999. C'est donc le dernier album de Destruction avec ce chanteur jusqu'à la sortie de All Hell Breaks Loose.

## Musiciens
- Marcel « Schmier » Schirmer - Chant, Basse
- Mike Sifringer - Guitare
- Harry Wilkens - Guitare
- Oliver « Olli » Kaiser - Batterie

## Liste des morceaux
| 1.    | Beyond Eternity        | 1:11 |
| 2.    | Release from Agony     | 4:44 |
| 3.    | Dissatisfied Existence | 4:30 |
| 4.    | Sign of Fear           | 6:46 |
| 5.    | Unconscious Ruins      | 4:27 |
| 6.    | Incriminated           | 5:22 |
| 7.    | Our Oppression         | 4:49 |
| 8.    | Survive to Die         | 5:31 |
| 36:00 |                        |      |